# Le tour de la question
Le tour de la question – typografisch vormgegeven als: Le tour de la ? – is een live muziekalbum van de Franse band Ange. Ange geeft een aantal concerten ter promotie van hun studioalbum ? waaronder dit concert in Vielsalm, België tijdens het Mix Festival. Een eenvoudige lichtshow begeleidt de muziek.

## Musici
- Christian Décamps – zang, gitaar, toetsen;
- Tristan Décamps – toetsen, zang
- Caroline Crozat – zang en dans;
- Hassan Hajdi – gitaar, zang
- Thierry Sidhoum – basgitaar;
- Benoit Cazzulini – drums, percussie.

## Composities
Het album valt in twee delen uiteen: een compact disc met een deel van het concert en een dvd met het volledige concert.

### Cd
| Nr. | Titel                                           | Duur  |
| --- | ----------------------------------------------- | ----- |
| 1.  | Aujourd'hui c'est la fête de l'apprenti sorcier | 4:46  |
| 2.  | Le couteau suisse                               | 4:01  |
| 3.  | Histoires d'outre rêve                          | 10:34 |
| 4.  | Vu d'un chien                                   | 6:24  |
| 5.  | Si j'étais le Messie                            | 3:51  |
| 6.  | Jour après jour                                 | 6:23  |
| 7.  | Entre foutre et foot                            | 3:36  |
| 8.  | Harmonie (zang: Tristan)                        | 7:07  |
| 9.  | Le coeur à corps                                | 5:00  |
| 10. | Le chien, la poubelle et la rose                | 17:40 |
| 11. | Ces gens-là                                     | 6:59  |

### Dvd
Quasimodo en Capitaine zijn bonustracks op de dvd (waarschijnlijk de toegiften van het concert); gezongen door Tristan. Daarnaast is er nog een fotogalerij op de dvd.

| Nr. | Titel                                           | Duur |
| --- | ----------------------------------------------- | ---- |
| 1.  | Caricatures (voorgedragen gedicht)              |      |
| 2.  | Le couteau suisse                               |      |
| 3.  | Aujourd'hui c'est la fête de l'apprenti sorcier |      |
| 4.  | Ricochets                                       |      |
| 5.  | Histoires d'outre rêve                          |      |
| 6.  | Vu d'un chien                                   |      |
| 7.  | Si j'étais le Messie                            |      |
| 8.  | Jour après jour                                 |      |
| 9.  | Entre foutre et foot                            |      |
| 10. | Harmonie                                        |      |
| 11. | Le coeur à corps                                |      |
| 12. | Le ballon de Billy                              |      |
| 13. | Gag                                             |      |
| 14. | Jazzouillis                                     |      |
| 15. | Fils de lumière                                 |      |
| 16. | Le chien, la poubelle et la rose                |      |
| 17. | Ces gens-là                                     |      |
| 18. | Quasimodo                                       |      |
| 19. | Capitaine cœur de miel                          |      |